# Eugen Zimmermann
Eugen Zimmermann (* 19. August 1907 in Villingen im Schwarzwald; † 12. November 1990 in Lörrach) war ein deutscher Maler und Kunsterzieher.

## Leben und Werk
1907 wurde Eugen Zimmermann in Villingen geboren. Zwischen 1927 und 1932 studierte er an der Kunstakademie Karlsruhe unter Georg Scholz, August Babberger und Hermann Gehri, die alle in der Zeit des Nationalsozialismus als „entartete“ Künstler ihres Lehramtes enthoben wurden. 
Nach einer Zeit an der Universität Berlin, an der er zwischen 1937 und 1939 Kunstgeschichte studierte, war er Lehrer am Hans-Thoma-Gymnasium in Lörrach. 1942 promovierte er bei Wilhelm Pinder in Berlin, musste dann aber bis 1945 zum Militär und die Tätigkeit als Kunsterzieher in Lörrach unterbrechen. Ab 1948 bis 1977 wirkte er wieder als Kunsterzieher am Hans-Thoma-Gymnasium und war Mitglied des Künstlerkreises Lörrach. 1990 starb er in Lörrach.
33 Werke des Künstlers befinden sich im Dreiländermuseum.
Die gegenständliche, abstrahierte Malerei Zimmermanns war vom deutschen Expressionismus geprägt.
Zum 100. Geburtstag widmete ihm das Museum am Burghof eine Einzelausstellung, zu der ein Katalog erschien.
In der Dreiländerausstellung, der Erlebnisausstellung zur Drei-Länder-Region und ihrer Geschichte im Dreiländermuseum, ist sein Gemälde vom „Fischerdorf“ Rheinweiler von 1948 ständig ausgestellt.